# Staphylea emodi
Staphylea emodi är en pimpernötsväxtart som beskrevs av Nathaniel Wallich. Staphylea emodi ingår i släktet pimpernötter, och familjen pimpernötsväxter. Inga underarter finns listade i Catalogue of Life.